# Betty Williams
Betty Williams (Belfast, 22 maggio 1943 – Belfast, 17 marzo 2020) è stata un'attivista britannica.
Ha ricevuto, assieme a Mairead Corrigan, il Premio Nobel per la Pace nel 1976 per il suo ruolo di cofondatrice della Community of Peace People, un'organizzazione che si batteva per una soluzione pacifica della questione dell'Irlanda del Nord. In seguito è stata a capo della Global Children's Foundation ed è stata presidente del World Centers of Compassion for Children International.

## Biografia
Williams nacque il 22 maggio 1943 a Belfast, nell'Irlanda del Nord. Suo padre lavorava come macellaio e sua madre era una casalinga. Betty ricevette la sua istruzione primaria dalla St. Teresa Primary School di Belfast e frequentò la St Dominic's Grammar School for Girls per i suoi studi di scuola secondaria. Dopo aver completato la sua istruzione formale, iniziò a lavorare come receptionist d'ufficio. 
Raro per l'epoca in Irlanda del Nord: suo padre era protestante e sua madre cattolica. Un background familiare da cui Williams in seguito disse di aver derivato la tolleranza religiosa e un'ampiezza di visione che l'aveva motivata a lavorare per la pace. All'inizio degli anni '70 si unì a una campagna contro la violenza guidata da un prete protestante. Williams attribuì a questa esperienza il merito di averla preparata a fondare il proprio movimento per la pace, che si è concentrato sulla creazione di gruppi per la pace composti da ex oppositori. 

## Petizione per la pace

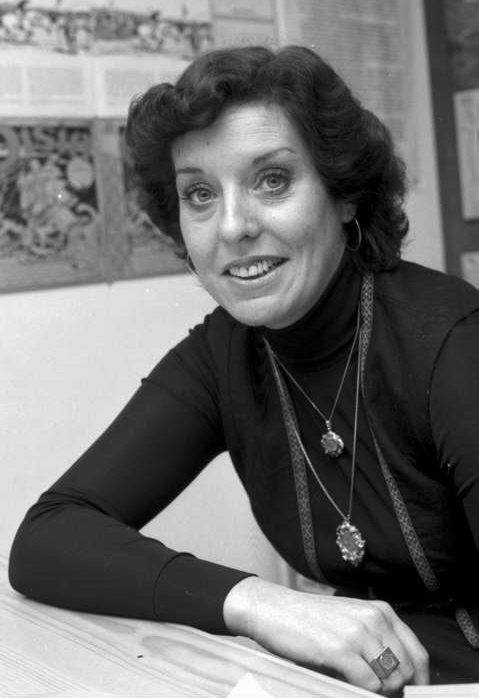
Williams nel 1978

Betty Williams iniziò la sua attività pubblica dopo aver assistito in prima persona alla morte di tre bambini investiti da un'auto. Il conducente era un latitante dell'IRA (Irish Republican Army), Danny Lennon, che aveva perso il controllo del veicolo dopo essere stato colpito da proiettili sparati dalla polizia britannica.
Due giorni dopo il tragico incidente Williams aveva già ottenuto 6 000 firme su una petizione che chiedeva la pace in Irlanda del Nord. Contemporaneamente organizzò assieme a Mairead Corrigan, sorella di Anne Maguire (la madre dei tre bambini che poi si suicidò nel gennaio 1980) una marcia alla quale parteciparono circa 10 000 persone, soprattutto donne, sia protestanti che cattoliche. La marcia pacifica fu tuttavia disturbata con violenza dai membri dell'IRA che accusarono i manifestanti di essere "dupes of the British". La settimana successiva Williams guidò una nuova marcia con 20 000 partecipanti in Ormeau Park che si concluse con successo senza incidenti.
In seguito Betty Williams fondò, assieme a Mairead Corrigan, la Women for Peace che in seguito, grazie alla collaborazione di Ciaran McKeown divenne la Community for Peace People.

### La Dichiarazione della Peace People
Nelle stesso tempo Williams pronunciò questa dichiarazione in occasione dell'inaugurazione della sua organizzazione, la "Peace People":

## Premio Nobel per la pace

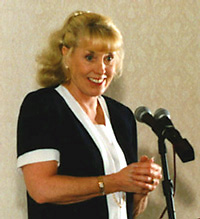
Williams nel periodo in cui ricevette il premio Nobel per la pace

In riconoscimento dei suoi sforzi per la pace, Williams, insieme alla sua amica Mairead Corrigan, è stata destinataria congiunta del Premio Nobel per la pace nel 1977 (il premio per il 1976). Nel suo discorso di accettazione, Williams ha detto:
Il denaro del Premio per la pace è stato diviso equamente tra Williams e Corrigan. La Williams ha mantenuto la sua parte di denaro, affermando che la sua intenzione era di usarla per promuovere la pace oltre l'Irlanda, ma è stata criticata per la sua decisione. Lei e Corrigan non ebbero contatti dopo il 1976. Nel 1978 Williams interruppe i legami con il movimento Peace People e divenne invece un'attivista per la pace in altre aree del mondo.

### Nobel Women's Iniziative

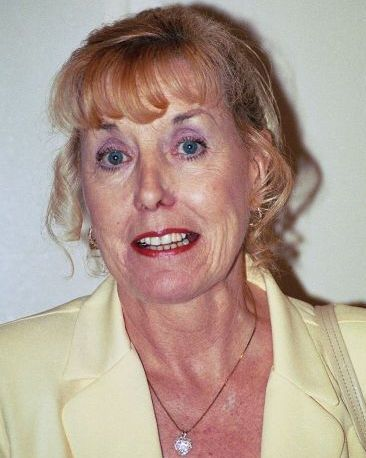
Betty Williams

Nel 2006, Williams ha fondato la Nobel Women's Initiative insieme ai premi Nobel per la pace Mairead Corrigan Maguire, Shirin Ebadi, Wangari Maathai, Jody Williams e Rigoberta Menchú Tum. Queste sei donne, che rappresentano il Nord e il Sud America, il Medio Oriente, l'Europa e l'Africa, hanno unito le loro esperienze in uno sforzo congiunto per la pace con giustizia e uguaglianza.  L'obiettivo della Nobel Women's Initiative è aiutare a rafforzare il lavoro svolto a sostegno dei diritti delle donne in tutto il mondo. Williams era anche membro di "PeaceJam".
Williams ha fondato anche il Nobel Laureate Summit, che si tiene annualmente dal 2000.
Il 28 gennaio 2008 l'Università degli Studi della Basilicata le conferì la laurea honoris causa in Scienze della Formazione Primaria per il suo impegno nella realizzazione di metodologie didattiche dedicate ai bambini, per le sue attività umanitarie e per le sue iniziative atte a promuovere la pace nel mondo. La cerimonia si svolse a Potenza, durante l'inaugurazione dell'anno accademico 2007-2008.

### Dibattiti e conferenze

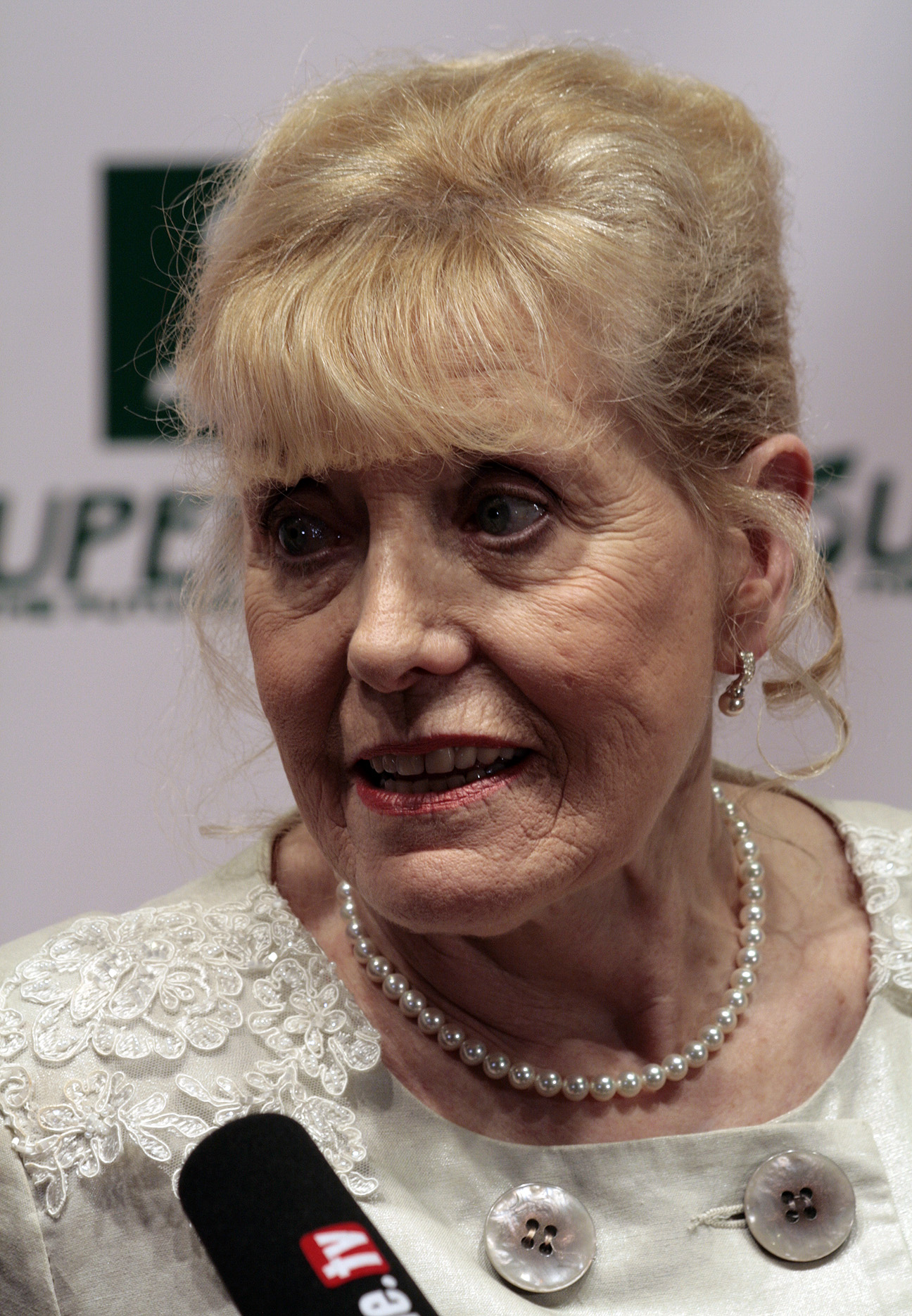
Williams nel marzo 2009

Al forum Earth Dialogues del 2006 a Brisbane, Williams ha detto a un pubblico di scolari durante un discorso sulle vittime della guerra in Iraq che "in questo momento, vorrei uccidere George W. Bush". Dal 17 al 20 settembre 2007, Williams ha tenuto una serie di conferenze nel sud della California: il 18 settembre ha parlato alla comunità accademica di Orange County (titolo: "La pace nel mondo è affare di tutti"); il 20 settembre ha parlato a più di 2000 persone, inclusi 1.100 studenti del secondo anno delle scuole superiori, presso la Soka University of America. Nel 2010, ha tenuto una conferenza al WE Day Toronto, un evento che consente agli studenti di essere attivi all'interno delle loro comunità.
Parlando all'Università di Bradford davanti a un pubblico di 200 persone nel marzo 2011, Williams ha avvertito che le giovani donne musulmane del campus erano vulnerabili agli attacchi di membri della famiglia arrabbiati, mentre l'università fa poco per proteggerle.

### Progetto: Città Della Pace
Nel 2009 è stata costituita grazie ad una sua idea la Fondazione Città della Pace per i bambini, realizzata in Italia assieme all'attivista e amico Enzo Cursio, che prevede strutture che possano ospitare i bambini che vivono in situazioni di pericolo nei loro paesi, da realizzarsi nei comuni lucani di Sant'Arcangelo e di Scanzano Jonico, luogo che il Governo italiano nel 2003 aveva destinato a diventare deposito unico nazionale di scorie nucleari. La Città della Pace ha l'obiettivo di garantire istruzione, assistenza ed educazione a minori in condizioni di disagio sociale o pericolo derivanti da guerre o disastri ambientali. Nel 2010 sono arrivati i primi ospiti a Sant’Arcangelo che si sono integrati nella àomunita grazie a specifici percorsi di formazione e a una forma di ospitalità diffusa che li ha portati a popolare il centro del paese. Le strutture di Scanzano Jonico, invece, non sono state ultimate.

## Vita privata
Al momento in cui ha ricevuto il premio Nobel, Williams era sposata con Ralph Williams. La coppia ha avuto due figli. Il matrimonio è stato sciolto nel 1981. Nel dicembre 1982 ha poi sposato l'uomo d'affari James Perkins; vivevano in Florida negli Stati Uniti.
Nel 2004 è tornata a vivere in Irlanda del Nord. Williams è morta il 17 marzo 2020, all'età di 76 anni a Belfast.

## Altri riconoscimenti
- 1976 - People's Peace Prize of Norway
- 1977 - Golden Plate Award dell'American Academy of Achievement
- 1984 - Schweitzer Medallion for Courage
- 1984 - Martin Luther King, Jr. Award
- 1984 - Eleanor Roosevelt Award
- 1984 - Frank Foundation Child Care International Oliver Award
- 1995 - Rotary Club International "Paul Harris Fellowship"
- 1995 - premio Together for Peace Building

## Nella cultura popolare
- Williams è stata onorata/presentata nel video musicale della canzone di successo dei Nickelback "If Everyone Cared".
- Williams e Mairead Corrigan sono stati oggetto di una canzone francese, "Deux Femmes à Dublin", cantata dal cantante francese Pied-Noir Enrico Macias.